# Опсада Картагине
Опсаду Картагине од 149. п. н. е. до 146. п. н. е. године извршили су Римљани. Део је Трећег пунског рата, а завршена је освајањем и разарањем града што је означило крај Пунских ратова и постојања античке Картагине.

## Увод
Други пунски рат завршен је 201. п. н. е. победом Рима и великим понижењем за Картагину која је одредбама мировног споразума морала плаћати педесетогодишњи данак од 200 талената сребра годишње. И поред огромног данка (који би у данашње време износио пет тона сребра) Картагина је наставила са богаћењем, углавном бавећи се трговином. Код Римљана се поново појавио страх да Пуни могу ојачати и угрозити њихову државу. Године 151. п. н. е. Картагина је исплатила последњи данак сматрајући да је испунила своје обавезе. Међутим, Римљани су сматрали да уговор још увек важи. Нумидија напада картагинске територије што је приморава да пошаље 25.000 војника у напад не тражећи претходно дозволу од Рима. Био је то непосредан повод за обнову рата.
Картагињани покушавају да преговарају са Римом и добијају обећање да ако пошаљу 300 деце најбогатијих Картагињана у Рим као таоце, да им Рим тада оставља право на земљу и самоуправу. Картагињани су предали таоце, али римски конзули, који су се налазили у Утики захтевају да Картагињани предају оружје и оклопе. Картагињани и то испуњавају. Следеђи захтев је био да се макну 10 миља од града Картагине, да би могао бити запаљен. Тада Картагињани напуштају преговоре, а Римљани опседају град.

## Опсада
Римска армија под командом Манија Манилија опседа град 149. п. н. е. У Картагини је у том тренутку било око 500.000 становника. Град се одлучно бранио. Претворен је у огроман арсенал који је производио око 300 мачева, 500 копаља, 140 штитова и 1000 пројектила за катапулт дневно. Неуспеху Римљана доприносила је и лоша дисциплина унутар саме армије. Доласком Публија Корнелија Сципиона Емилијана у Картагину побољшана је дисциплина. У пролеће 146. године Римљани пробијају зидове Картагине, али и даље не успевају да освоје град. Свака картагинска кућа или храм претворени су у утврђења, а сваки Картагињанин био је под оружјем. Картагињани су се борили до краја. Међутим, уличне борбе трајале су 6 дана након чега су се становници Картагине ипак морали предати.

## Последице
Римљани су освајањем Картагине 50.000 становника продали у ропство. Мноштво Картагињана помрло је од глади током опсаде, а велики број током поседњих 6 дана. Градске зидине, грађевине и лука комплетно уништени. Сам град рушен је више од две недеље. Околна територија је посејана сољу, тако да више никад ништа ту не може расти. Постоје историчари који тврде да није било сејања сољу. Држава Картагина престала је да постоји. Њене територије прикључене су римској провинцији Африка. Рим је постао господар западног Средоземља.